# You Gotta Move (vidéo)
Pour les articles homonymes, voir You Gotta Move.
You Gotta Move est un DVD live du groupe de hard rock américain, Aerosmith. Il fut réalisé le 23 novembre 2004. Il a été filmé dans la ville d'Orlando aux USA durant le Honkin' On Bobo tour.
Le DVD contient le concert, une interview des membres du groupe et une galerie photo. Il est également vendu avec un CD audio contenant cinq chansons du concert.
You Gotta Move devint rapidement le DVD le plus vendu du groupe et l'une des meilleures ventes de DVD musical de l'année 2005, quatre fois disque de platine aux États-Unis.

## Listes des titres
1. « Toys in the Attic »
2. « Love in an Elevator »
3. « Road Runner »
4. « Baby, Please Don't Go »
5. « Cryin' »
6. « The Other Side »
7. « Back in the Saddle »
8. « Draw The Line »
9. Dream On
10. « Stop Messin' Around »
11. « Jaded »
12. « I Don't Want to Miss a Thing »
13. « Sweet Emotion »
14. « Never Loved a Girl »
15. « Walk This Way »
16. « Train Kept A-Rollin' »

### Titres bonus
1. « Fever »
2. « Rats in the Cellar »
3. « Livin' on the Edge »
4. « Last Child »
5. « Same Old Song and Dance »

### CD audio
1. « Toys in the Attic »
2. « Love in an Elevator »
3. « Rats in the Cellar »
4. « Road Runner »
5. « The Other Side »
6. « Back in the Saddle »
7. « You Gotta Move - "Umixit" Track »